# L'Aventure de la cuisinière de Clapham
Pour les articles homonymes, voir The Adventure of the Clapham Cook.
L'Aventure de la cuisinière de Clapham (The Adventure of the Clapham Cook) est une nouvelle policière d'Agatha Christie mettant en scène le détective belge Hercule Poirot.
Initialement publiée le 14 novembre 1923 dans la revue The Sketch au Royaume-Uni, cette nouvelle n'a été reprise en recueil qu'en 1951 dans The Under Dog and Other Stories aux États-Unis. Elle a été publiée la première fois en France dans la revue Mystère magazine en septembre 1957, puis en 1979 dans le recueil Le Bal de la victoire.

## Résumé
Hercule Poirot reçoit la visite de Mme Ernestine Todd, venue solliciter son aide pour résoudre le mystère lié à la disparition subite de sa cuisinière Eliza Dunn. Poirot refuse tout d'abord, puis se ravise lorsque sa cliente potentielle suggère qu'il ne souhaite traiter, pour des raisons financières, que des affaires soumises par des clients issus de la haute société. Elle souligne que, dans son milieu, disposer d'une domesticité compétente est très difficile. 
Venus enquêter à Clapham où réside Mme Todd, Poirot et Hastings interrogent la femme de chambre, le locataire et le maître de maison mais, le lendemain, M. Todd envoie une lettre à Poirot pour décommander ses services et le dédommager avec un chèque d'une guinée, ce qui touche l'amour-propre du détective, bien décidé à faire la lumière sur l'affaire en apparence insignifiante. Ils retrouvent la cuisinière, qui leur révèle qu’elle est partie en raison d'un héritage qu'elle ne pouvait percevoir que si elle n'était pas domestique. Elle avait reçu à ce sujet la visite d'un homme de loi australien, M. Crotchet, qui l’avait incitée à quitter immédiatement son emploi. Poirot soupçonne que cette affaire en cache une autre plus importante et que Crotchet n'était pas celui qu'il prétendait être...

## Personnages
- Hercule Poirot
- Capitaine Arthur Hastings (narrateur)
- Mme Todd et M. Todd
- Eliza Dunn, la cuisinière disparue
- Annie, la femme de chambre
- M. Simpson, le locataire
- la logeuse d'Hercule Poirot
- M. Crotchet, l'avocat australien
- Inspecteur Japp (évoqué mais n'intervient pas)

## Publications
Avant la publication dans un recueil, la nouvelle avait fait l'objet de publications dans plusieurs revues :
- le 14 novembre 1923, au Royaume-Uni, dans les colonnes du no 1607 (vol. 124) de la revue The Sketch[1],[2] ;
- en septembre 1925, aux États-Unis, sous le titre « The Clapham Cook », dans le no 5 (vol. 41) du mensuel The Blue Book Magazine[1] ;
- en février 1956, aux États-Unis, sous le titre « Find the Cook », dans les colonnes du no 147 (vol. 27, no 2) de la revue Ellery Queen's Mystery Magazine[3] ;
- en septembre 1957, en France,  sous le titre « La cuisinière a disparu », dans les colonnes du no 115 de Mystère Magazine[4].

La nouvelle a ensuite fait partie de nombreux recueils :
- en 1951, aux États-Unis, dans The Under Dog and Other Stories[1],[5] (avec 8 autres nouvelles) ;
- en 1974, au Royaume-Uni, dans Poirot's Early Cases[1],[6] (avec 17 autres nouvelles) ;
- en 1974, aux États-Unis, dans Hercule Poirot's Early Cases (recueil ne reprenant que 15 des 18 nouvelles du recueil britannique) ;
- en 1979, en France, dans Le Bal de la victoire (recueil ne reprenant que 15 des 18 nouvelles du recueil britannique, différentes de la sélection du recueil américain de 1974).

## Adaptations
- 1989 : La Cuisine mystérieuse de Clapham (The Adventure of the Clapham Cook), téléfilm britannique de la série télévisée Hercule Poirot (1er épisode, 1.01) avec David Suchet dans le rôle principal.
Le titre anglais du téléfilm est conforme à celui de la nouvelle mais, lors de l'adaptation pour le public francophone, ce titre est devenu, probablement par suite d'une erreur de traduction, « La Cuisine mystérieuse de Clapham ».
- 2004 : The Disappearing Cook, épisode en deux parties de la série animée japonaise Agatha Christie's Great Detectives Poirot and Marple[7].